# Tysklands Grand Prix 1952
Tysklands Grand Prix 1952 var det sjätte av åtta lopp ingående i formel 1-VM 1952.  

## Resultat
1. Alberto Ascari, Ferrari, 8+1 poäng
2. Nino Farina, Ferrari, 6
3. Rudi Fischer, Ecurie Espadon (Ferrari), 4
4. Piero Taruffi, Ferrari, 3
5. Jean Behra, Gordini, 2
6. Roger Laurent, Ecurie Francorchamps (Ferrari)
7. Fritz Riess, Fritz Riess (Veritas-BMW)
8. Toni Ulmen, Toni Ulmen (Veritas-BMW)
9. Helmut Niedermayr, Helmut Niedermayr (AFM-BMW)
10. Johnny Claes, HWM-Alta
11. Hans Klenk, Hans Klenk (Veritas)
12. Ernst Klodwig, Heck-BMW

### Förare som bröt loppet
- Robert Manzon, Gordini (varv 8, olycka)
- Willi Heeks, Willi Heeks (AFM-BMW) (7, bröt)
- Tony Gaze, Tony Gaze (HWM-Alta) (6, växellåda)
- Adolf Brudes, Adolf Brudes (Veritas-BMW) (5, motor)
- Marcel Balsa, Marcel Balsa (Balsa-BMW) (5, bröt)
- Bernd Nacke, Bernd Nacke (Nacke-BMW) (5, tändning)
- Eitel Cantoni, Escuderia Bandeirantes (Maserati) (4, drivaxel)
- Rudolf Krause, Greifzu-BMW (3, bröt)
- Rudolf Schoeller, Ecurie Espadon (Ferrari) (3, upphängning)
- Bill Aston, Aston-Butterworth (2, oljetryck)
- Maurice Trintignant, Gordini (1, olycka)
- Paul Pietsch, Motor Presse Verlag (Veritas) (1, växellåda)
- Paul Frère, HWM-Alta (1, växellåda)
- Theo Helfrich, Theo Helfrich (Veritas-BMW) (1, bröt)
- Josef Peters, Josef Peters (Veritas-BMW) (1, bröt)
- Piero Carini, Scuderia Marzotto (Ferrari) (1, bromsar)
- Gino Bianco, Escuderia Bandeirantes (Maserati) (0, bröt)

### Förare som diskvalificerades
- Felice Bonetto, Maserati (varv 1, knuffades igång efter snurrning)

### Förare som ej startade
- Willi Krakau, Willi Krakau (AFM-BMW)
- Ludwig Fischer, Ludwig Fischer (AFM-BMW)
- Peter Collins, HWM-Alta
- Harry Merkel, Willi Krakau (Krakau-BMW)